# Daisy Ridley
Daisy Ridley (Westminster vagy London, 1992. április 10. –) brit színésznő.
Legismertebb szerepe Rey a Star Wars VII. rész – Az ébredő Erő című 2015-ös filmből, valamint annak folytatásaiból: Star Wars VIII. rész – Az utolsó jedik (2017) és Star Wars IX. rész – Skywalker kora (2019).

## Fiatalkora
A londoni Westminsterben született 1992. április 10-én. Nagybátyja, Arnold Ridley színész és forgatókönyvíró volt (Az ükhadsereg).
A Tring Park School for the Performing Arts színművészeti iskolába járt Hertfordshire-ben, ahol 2010-ben végzett.

## Pályafutása
Szerepelt olyan televíziós sorozatokban, mint a Youngers, a Néma szemtanú, a Mr. Selfridge és a Baleseti sebészet. Feltűnt a Blue Season című rövidfilmben (ezzel neveztek a Sci-Fi London nevű 48 órás filmversenyre), valamint a Lifesaver című interaktív produkció harmadik részének főszerepében, melyet BAFTA-díjra is jelöltek. Megjelent továbbá Wiley rapper Lights On című videóklipjében is.
2014 áprilisában bejelentették, hogy ő kapja meg a 2015 decemberében megjelenő űreposz, a Star Wars: Az ébredő Erő női főszerepét, Rey karakterét, melyre 2014 februárjában választották ki. Az is szerepet játszott ebben, hogy J. J. Abrams rendező meg akarta ismételni George Lucas 1977-es első résznél alkalmazott módszerét, mely során viszonylag ismeretlen színészekre osztott főszerepeket. A Rolling Stone magazin szerint a színésznő ekkor még valóban ismeretlennek számított, ezt erősíti meg az Inc., mely szerint nem volt IMDb adatlapja, Wikipédia-cikke, és a Twitteren is néhány száz követője volt csupán. 2015 októberében Ridley karaktere megjelent az Egyesült Királyságban az új filmet népszerűsítő Royal Mail-bélyegsorozat egyik darabján, melyen filmbéli társával, a BB-8 nevű droiddal látható együtt. A film egy premier előtti vetítését követően Brian Viner, a Daily Mail újságírója a műsor igazi sztárjának nevezte Ridleyt, és szerinte a karrierje meredeken fölfelé fog ívelni.
2015 júniusában Ridley elkezdett a Csillagok háborúja 8. részének forgatásán dolgozni, melyet 2017-ben mutattak be. 2015 augusztusában bejelentették, hogy Ridley szinkronizálja a főszereplő Taekot az 1991-es Yesterday – Vissza a gyerekkorba című japán anime angol változatában, mely 2016-ban jelenik meg.
2017-ben két nagyszabású mozifilmben is szerepet kapott: előbb a Kenneth Branagh rendezésében készült Gyilkosság az Orient expresszen című filmben volt látható, majd 2017 decemberében moziba került a Star Wars: Az utolsó Jedik, ahol ismét Rey, az ifjú jedi-tanonc szerepét öltötte magára, aki Luke Skywalker mellett próbálja elsajátítani a jedivé válás fortélyait. Ridley a 2019 decemberében megjelenő IX. epizódra is leszerződött, ám saját döntése alapján későbbi Csillagok háborúja-produkciókban nem kíván részt venni.

## Filmográfia

### Film

#### Nagyjátékfilm
| Év   | Magyar cím                             | Eredeti cím                         | Szerep                       | Magyar hang         | Rendező           |
| ---- | -------------------------------------- | ----------------------------------- | ---------------------------- | ------------------- | ----------------- |
| 2014 |                                        | The Inbetweeners 2 (törölt jelenet) | Alicia                       |                     | Damon Beesley     |
| 2014 | Iain Morris                            | The Inbetweeners 2 (törölt jelenet) | Alicia                       |                     |                   |
| 2015 |                                        | Scrawl                              | Hannah                       |                     | Peter Hearn       |
| 2015 | Star Wars VII. rész – Az ébredő Erő    | Star Wars: The Force Awakens        | Rey                          | Sallai Nóra         | J. J. Abrams (1.) |
| 2016 | Yesterday – Vissza a gyerekkorba       | Omoide poroporo                     | Taeko Okajima (angol hangja) | Kovács Patrícia     | Takahata Iszao    |
| 2016 |                                        | The Eagle Huntress (dokumentumfilm) | narrátor (hangja)            |                     | Otto Bell         |
| 2017 | Gyilkosság az Orient expresszen        | Murder on the Orient Express        | Mary Debenham                | Ligeti Kovács Judit | Kenneth Branagh   |
| 2017 | Star Wars VIII. rész – Az utolsó jedik | Star Wars: The Last Jedi            | Rey                          | Sallai Nóra         | Rian Johnson      |
| 2018 |                                        | Ophelia                             | Ophelia                      |                     | Claire McCarthy   |
| 2018 | Nyúl Péter                             | Peter Rabbit                        | Pamacs (hangja)              | Szilágyi Csenge     | Will Gluck        |
| 2019 | Star Wars IX. rész – Skywalker kora    | Star Wars IX: The Rise of Skywalker | Rey                          | Sallai Nóra         | J. J. Abrams (2.) |
| 2020 |                                        | Asteroid Hunters (dokumentumfilm)   | narrátor                     |                     | W.D. Hogan        |
| 2021 | A fejedbe látok                        | Chaos Walking                       | Viola Eade                   | Sallai Nóra         | Doug Liman        |
| 2022 | A buborék                              | The Bubble                          | Kate                         | Sallai Nóra         | Judd Apatow       |
| 2023 | Néha gondolok a halálra                | Sometimes I Think About Dying       | Fran                         | Sallai Nóra         | Rachel Lambert    |
| 2023 |                                        | The Inventor                        | Marguerite (hangja)          |                     | Jim Capobianco    |
| 2023 | A lápkirály lánya                      | The Marsh King's Daughter           | Helena Pelletier             | Sallai Nóra         | Neil Burger       |
| 2024 | Lány a hullámok hátán                  | Young Woman and the Sea             | Gertrude "Trudy" Ederle      |                     | Joachim Rønning   |
| 2024 |                                        | Magpie                              | Anette                       |                     | Sam Yates         |
| 2025 | Nagytakarítás                          | Cleaner                             | Joey Locke                   | Rigler Renáta       | Martin Campbell   |
| 2025 |                                        | We Bury the Dead                    | Ava Newman                   |                     | Zak Hilditch      |

#### Rövidfilm
| Év   | Eredeti cím   | Szerep   |
| ---- | ------------- | -------- |
| 2013 | Lifesaver     | Jo       |
| 2013 | Blue Season   | Sarah    |
| 2013 | 100% BEEF     | lány     |
| 2013 | Crossed Wires | önmaga   |
| 2014 | Under         | pincérnő |

### Televízió
| Év        | Magyar cím                   | Eredeti cím                                         | Szerep             | Megjegyzések                         |
| --------- | ---------------------------- | --------------------------------------------------- | ------------------ | ------------------------------------ |
| 2013      | Baleseti sebészet            | Casualty                                            | Fran Bedingfield   | 1 epizód                             |
| 2013      |                              | Youngers                                            | Jessie             | 1 epizód                             |
| 2013      |                              | Toast of London                                     | Stage Hand         | 1 epizód                             |
| 2014      | A néma szemtanú              | Silent Witness                                      | Hannah Kennedy     | 2 epizód                             |
| 2014      |                              | Mr. Selfridge                                       | Roxy               | 1 epizód                             |
| 2015      | Saturday Night Live          | Saturday Night Live                                 | önmaga             | 1 epizód                             |
| 2017–2018 | Star Wars: A sors erői       | Star Wars: Forces of Destiny                        | Rey (hangja)       | 7 epizód                             |
| 2021      |                              | The Great Celebrity Bake off For Stand Up to Cancer | önmaga (versenyző) | 1 epizód                             |
| 2021      | 27. Screen Actors Guild-gála | 27th Screen Actors Guild Awards                     | önmaga             | legjobb férfi főszereplő díj átadója |

### Videóklipek
| Év   | Előadó | Cím       | Szerep |
| ---- | ------ | --------- | ------ |
| 2013 | Wiley  | Lights On | Kim    |

### Videójátékok
| Év   | Cím                               | Szerep       | Megjegyzések                       |
| ---- | --------------------------------- | ------------ | ---------------------------------- |
| 2015 | Disney Infinity 3.0               | Rey (hangja) | Star Wars: The Force Awakens szett |
| 2016 | Lego Star Wars: The Force Awakens | Rey (hangja) |                                    |
| 2017 | Star Wars: Battlefront II         | Rey (hangja) |                                    |

## Fordítás
- Ez a szócikk részben vagy egészben  a   Daisy Ridley című angol Wikipédia-szócikk ezen változatának fordításán alapul.  Az eredeti cikk szerkesztőit annak laptörténete sorolja fel. Ez a jelzés csupán a megfogalmazás eredetét és a szerzői jogokat jelzi, nem szolgál a cikkben szereplő információk forrásmegjelöléseként.